# Moncef Aymen Balamane
Moncef Aymen Balamane (en arabe : منصف أيمن بالمان), né le 9 avril 2001, est un nageur algérien.

## Carrière
Moncef Aymen Balamane est médaillé d'or des 100 et 200 mètres brasse et du 200 mètres quatre nages, médaillé d'argent du 4 x 100 mètres quatre nages et médaillé de bronze du 50 mètres brasse ainsi que du relais 4 x 100 mètres nage libre aux Jeux africains de la jeunesse de 2018 à Alger. Il participe par la suite aux Jeux olympiques de la jeunesse de 2018 à Buenos Aires, où il termine notamment cinquième de la finale du 200 mètres quatre nages.
Il obtient ensuite la médaille d'argent du relais 4 x 100 mètres quatre nages mixte ainsi que deux médailles de bronze sur 200 mètres quatre nages et sur le relais 4 x 100 mètres quatre nages aux Championnats d'Afrique de natation 2018 à Alger.
Aux Jeux africains de 2019 à Casablanca, il remporte trois médailles de bronze, sur les relais 4 x 100 mètres quatre nages, 4 x 200 mètres nage libre et 4 x 100 mètres nage libre mixte.
Il obtient aux Championnats d'Afrique de natation 2022 à Tunis la médaille d'or sur 4 × 100 mètres 4 nages, la médaille d'argent sur 4 x 100 mètres nage libre et la médaille de bronze sur 200 mètres  quatre nages.
Aux Jeux africains de 2023 à Accra, il remporte deux médailles de bronze, sur 200 mètres quatre nages et sur le relais 4 x 200 mètres nage libre.